# Texas longhorn

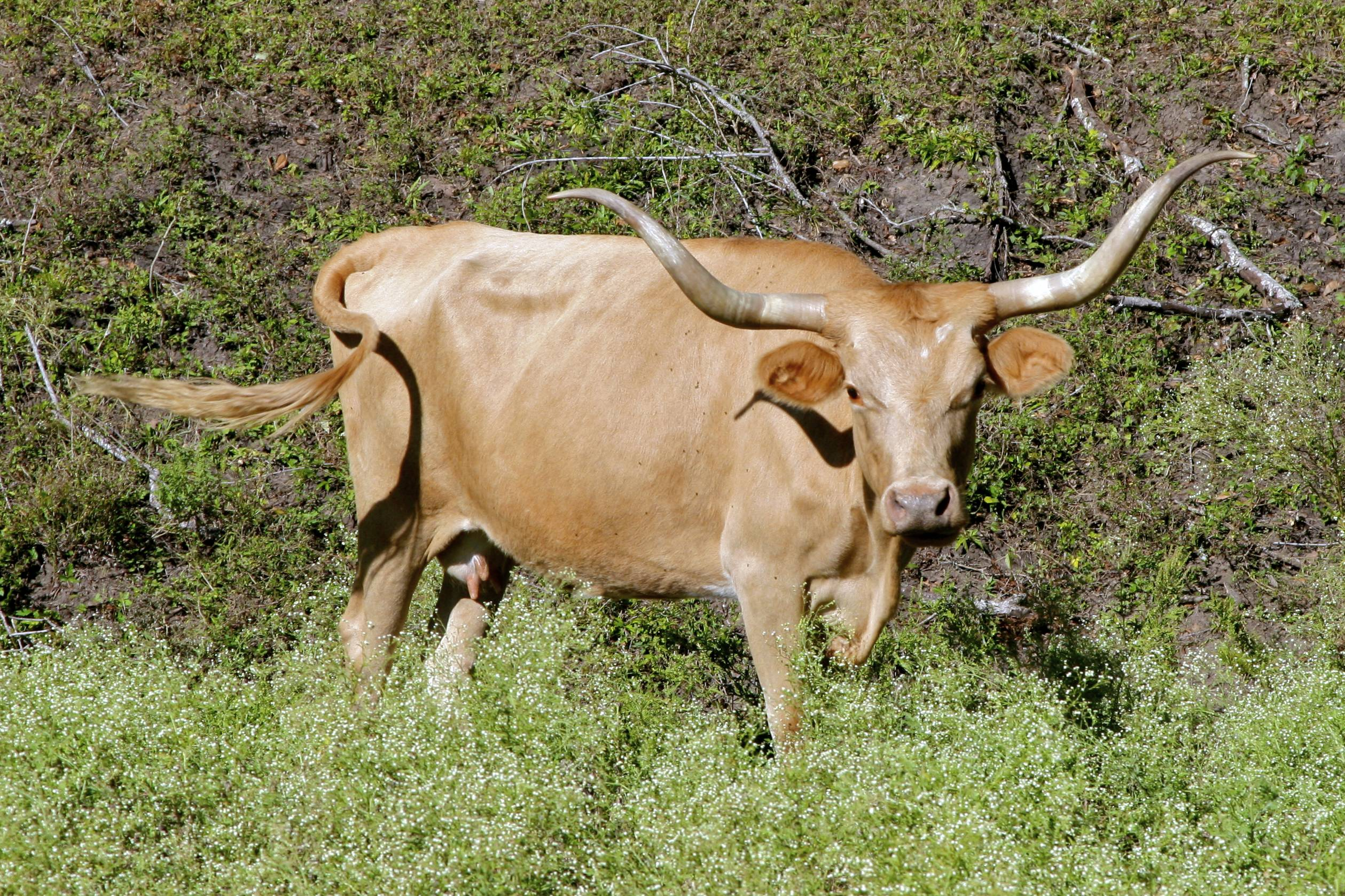
Texas longhorn

Texas longhorn is een rundveeras uit het zuidwesten van de Verenigde Staten en het noorden van Mexico. Het is het ras dat einde van de negentiende eeuw door cowboys langs lange trails vanuit Texas naar het noordoosten werd gedreven om daar te verkopen als slachtvee.
Het was Nelson Story, een succesvolle gouddelver uit Ohio in Virginia City, die via de de Bozeman Trail  met succes ongeveer 1.000 stuks longhorn dreef naar Montana. Het Amerikaanse leger probeerde tevergeefs om Story terug te drijven en het vee te beschermen tegen aanvallen van indianen, maar Story bracht het vee door naar de Gallatin Valley en vormde een van de eerste belangrijke kuddes in de vee-industrie van Montana.

## Oorsprong
De Texas longhorn stamt af van het vee dat vanaf de zestiende eeuw door de Spanjaarden in Mexico werd geïntroduceerd. Het ras is goed aangepast aan een dor klimaat. Het is sterk en weinig eisend. Het is ook temperamentvol en bereid zich te verdedigen tegen grotere roofdieren.

## Kenmerken
De Texas longhorn is een klein, smal rund dat hoog op de poten staat. Allerlei kleurschakeringen komen voor. De dieren hebben lange en ver uitstaande hoorns. De gemiddelde schofthoogte van een stier is 130 cm, van een koe 120 cm. Het gewicht van een stier is gemiddeld 600 kg en van een koe tussen 350 en 400 kg.

## Huidige toestand
Na strenge winters en extreme weersomstandigheden in de jaren 1885-1887 was de fokkerij van de Texas longhorn ingestort en was het ras bijna verdwenen. Met ondersteuning van de Amerikaanse regering werden er weer kleine bestanden opgebouwd.